# Pawneernes erobring af cheyennernes hellige pile
Pawneernes erobring af cheyennernes hellige pile skete under en forfejlet cheyenne massakre på en lejr pawneer tæt ved sammenløbet af North – og South Platte River, Nebraska, omkring 1830. Pilebundtet skulle ellers sikre stammen en let sejr, når det blev båret i spidsen for krigerne, men pawneerne erobrede det, hvorpå de slagne og grædende cheyenner opgav kampen.
Cheyennerne kom på forskellig vis i besiddelse af to af de fire pile igen. De sidste har pawneerne stadig trods gentagne cheyenne forespørgsler om at få dem tilbage.:127 

## De fire hellige pile
Cheyennernes to helligste genstande er det hellige pilebundt, mahuts,:87  og den hellige bisonhat,:74  der blandt andet indeholder en skalp af en pawnee.:75  Den mytologiske helt Sweet Medicine modtog engang pilebundtet på stammens hellige bjerg, Bear Butte i South Dakota, som en gave fra Universets styrende magter.:36  To pile er rødmalede, mens de andre har sortmalede skafter.:543  De første bragte stammen held i jagt, mens de sidste gjorde cheyennerne uovervindelige i kamp.:36 
En pilevogter værnede traditionelt om mahuts i en særlig tipi og overholdt reglerne for pilenes pleje.:87  Når disse med mellemrum skulle have nye, hvidmalede beviklinger bundet på skafterne i en fire dage lang ceremoni, tilfaldt æren en ulastelig mand i lejren;:548  muligvis altid en af de 44 høvdinge.:87 

## Allerede fjender
Cheyennerne havde erobret heste fra pawneerne og udkæmpet kampe med dem før 1830.:47  I 1827 prøvede amerikanerne forgæves at redde en cheyenne kvinde, som skidi pawneerne ville ofre under morgenstjerne-ceremonien. Fjendskabet mellem de to oprindelige folk varede til ind i 1870erne.:249 

## På vej mod pawneerne
Omkring 1830:550  begav hele cheyenne stammen sig ned langs North Platte River for at hævne pawneernes nedkæmpelse af en cheyenne krigsgruppe året før.:49  Det var første gang pilene skulle tages i brug mod pawneerne, efter at cheyennerne tidligere havde rettet dem mod shoshoner i 1817:544  og med stort held mod crowerne i 1820.:24  Stammen havde sikret sig hjælp af en stor gruppe lakota krigere og også flere arapahoer. I spidsen for folkeskaren gik pilevogteren White Thunder og hans kone.:49 
Undervejs fandt folkene ligene af fire udsendte spejdere, som pawneerne havde opdaget. Synet af de dræbte cheyenner cementerede stammens krav om en blodig hævn over pawneerne.:49 
En jagtlejr pawnees blev opdaget på nordsiden af Platte River overfor udløbet af South Platte River. Om morgenen indtog krigerne deres positioner i nærheden af det udsete mål, mens kvinderne og børnene stillede sig op for at betragte slaget på afstand.:49 

## Pawnee høvding Big Eagle’s lejr
Skidi pawneerne havde tidligere startet på deres sommerjagt ved at følge Platte River vestpå fra deres by af jordhytter ved Loup River.:644  Big Eagle var lejrens høvding, og samtidig vogtede han over morgenstjernebundtet. Folkene slog lejr omkring sammenløbet af North – og South Platte River efter at have set talrige bisoner i området. Jægerne var ude på jagtmarkerne, da de en morgen blev angrebet af cheyennerne og disses allierede og vendte om for at varsko lejren.:645 

## Tabet af de fire hellige pile
Pilevogteren White Thunder betroede medicinmanden Bull at ride i spidsen for cheyennerne med de fire hellige pile bundet fast yderst på en lanse. Inden Bull var klar, havde de beredne krigere indledt et forhastet angreb og brudt pilenes magi.
Ude på slagmarken så Bull en gammel pawnee, der sad alene på jorden langt foran rækken af forsvarende lejrfolk.:50  Pawneen var syg og ønskede at dø i kamp i stedet for at trækkes med sine lidelser.:645  Bull prøvede at ramme ham med lansen med de hellige pile på, men den gamle fik fat i lansen og rykkede den til sig.:51 

## Pawneernes triumf
Pawneen forstod, han havde erobret noget særligt, og gjorde de andre opmærksom på det. Big Eagle bragte den erobrede lanse med pilene i sikkerhed i pawnee lejren.:659  Under forsvaret af sin lejr kæmpede høvdingen iført den mytologiske helt Pahukatawa’s ”vidunderlige leggings”, der bragte krigere held i kamp. :66 
Bull red imens modløs tilbage til sine egne rækker, mens han græd højlydt. Cheyennerne gjorde et desperat forsøg på at redde pilene, men de indså hurtigt, at de var chanceløse med mahuts på fjendens hænder. Cheyennerne siger, at de nåede at dræbe den gamle pawnee, inden de hulkende vendte omkring og påbegyndte turen tilbage til deres hjemlige præriestrøg.:51  Ifølge pawneerne dræbte cheyennerne først manden den næste sommer under et angreb på en næsten tom by.:651 
Den gamle pawnees familie fik to af de hellige pile, mens høvding Big Eagle tilkaldte nogle medicinmænd, så han kunne placere de to sidste i morgenstjernebundtet.:650 

## Cheyennerne får to pile tilbage
Cheyennerne fik den ene pil tilbage ved bedragerisk list.:657  Lakotaer fandt og genkendte en anden af pilene under deres ødelæggelse af en pawnee by i 1843 og gav pilen tilbage til cheyennerne.:53 